# برونو پودالیدس
برونو پودالیدس (فرانسوی: Bruno Podalydès‎؛ زادهٔ ۱۱ مارس ۱۹۶۱) بازیگر، کارگردان فیلم، فیلم‌نامه‌نویس، تهیه‌کننده فیلم اهل فرانسه است.
از فیلم‌ها یا مجموعه‌های تلویزیونی که وی در آن‌ها نقش داشته است، می‌توان به پاریس، دوستت دارم و بدترین کابوسم اشاره نمود.
وی همچنین برندهٔ جوایزی همچون لژیون دونور شده است.